# Iławka
Die Iławka [iˈwafka], deutsch Eylenz, ist ein kleiner Fluss in der polnischen Woiwodschaft Ermland-Masuren, der den See Jeziorak (Geserichsee) in die Drwęca (Drewenz) entwässert.
Sie verläuft ganz auf dem Gebiet der Stadt Iława (früher Deutsch Eylau) und der gleichnamigen Landgemeinde: In der Stadt Iława verlässt sie den Geserichsee in südöstlicher Richtung, durchfließt nach Verlassen des Stadtgebiets den aus zwei Teilen bestehenden See Jezioro Iławskie, der im Norden Zufluss vom Jezioro Łabędź erhält, und setzt danach ihren südöstlichen Verlauf fort. Dabei passiert sie die Ortschaften Dziarny (Groß Sehren), Dziarnówko (Klein Sehren) und Mały Bór (Klein Heide) und mündet oberhalb von Rodzone (Deutsch Rodzonne) in die Drewenz.